# Alfred Naujocks

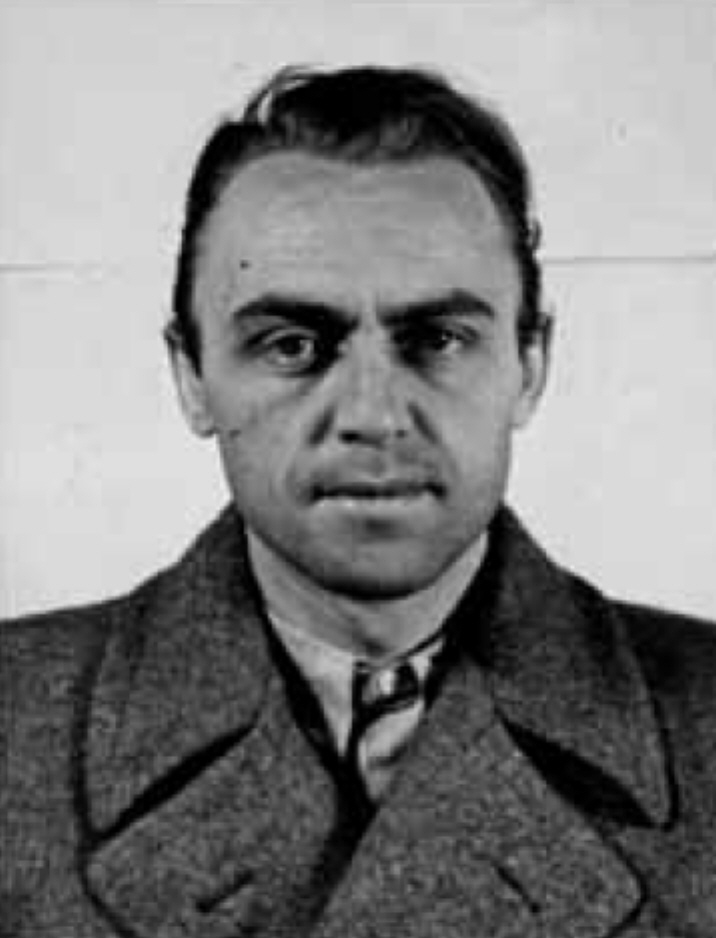
Alfred Naujocks unmittelbar nach dem Überlaufen (Oktober 1944)

Alfred Helmut Naujocks (* 20. September 1911 in Kiel; † 4. April 1966 in Hamburg; alias Hans Müller, alias Alfred Bonsen, Rudolf Möbert) war ein Mitarbeiter des Sicherheitsdienstes der SS (SD). Sein letzter Dienstgrad war SS-Obersturmbannführer. Im Auftrag der deutschen Führung befehligte er mehrere geheime Kommandounternehmen, war aber auch an staatlichen Terrorakten und Morden beteiligt. In der Biographie von Florian Altenhöner wird er als „Geldfälscher, Mörder und Terrorist“ bezeichnet.

## Leben und Wirken bis 1939
Naujocks wurde als Sohn des Kaufmanns Richard Naujocks und seiner Ehefrau Therese, geborene Pahlke, geboren. Ab 1917 besuchte er acht Jahre lang die Realschule, die er 1925 mit der Tertia in Kiel verließ. Anschließend begann er eine Feinmechaniker-Ausbildung. Naujocks studierte zudem zeitweise Maschinenbau in seiner Heimatstadt.
Zum 1. August 1931 trat Naujocks in die NSDAP (Mitgliedsnummer 624.279) und die SS (SS-Nummer 26.240) ein. Aufgrund seiner Beteiligung an zahlreichen politischen Auseinandersetzungen, zumal Straßenkämpfen und Saalschlachten, wurde Naujocks bald als Schläger und Raufbold bekannt. Eine Kieler Zeitung bezeichnete ihn als „rauhen Kämpfer“.
1934 wurde Naujocks dem von Reinhard Heydrich geführten Sicherheitsdienst (SD) zugeteilt. Obwohl er anfangs nur als Fahrer und einfacher Mitarbeiter gearbeitet hatte, wurde er schon bald mit Spezialaufträgen wie Mord betraut: 1935 reiste er mit Werner Göttsch in die Tschechoslowakei, wo die beiden den Ingenieur Rudolf Formis ermordeten. Als Angehöriger der Schwarzen Front hatte Formis in der Tschechoslowakei mit Hilfe eines selbstgebauten Kurzwellensenders antinazistische Propaganda ins Deutsche Reich ausgestrahlt. Außerdem verübte Naujocks im slowakischen Landesteil mehrere Falsche-Flagge-Aktionen in Form von Bombenanschlägen, die dann slowakischen Nationalisten untergeschoben werden sollten. 1936 soll er Unterlagen gefälscht haben, die den sowjetischen Marschall Michail Tuchatschewski belasteten und als angeblichen Agenten des SD ausgaben. Neuere Forschungen gehen jedoch davon aus, dass der NKWD die Fälschung der Unterlagen selbst provozierte, um Tuchatschewski nach einem Schauprozess 1937 zu exekutieren.
1937 wechselte Naujocks in den SD-Auslandsnachrichtendienst und leitete dort von 1939 bis Anfang 1941 die Amtsgruppe Nachrichtenübermittlung und nachrichtentechnischer Einsatz im Ausland (1939: Amt VI J, Anfang 1940 umbenannt in Amt VI B). Dabei war er unter anderem mit der Beschaffung falscher Pässe, Ausweise und Banknoten für im Dienst des SD stehende Agenten im Ausland beauftragt.

## Zweiter Weltkrieg

### Sender Gleiwitz
Eigenen Angaben bei den Nachkriegsverhören zufolge erhielt Naujocks von Heydrich „persönlich“ den Befehl, am Abend des 31. August 1939 einen fingierten „polnischen“ Überfall auf den Sender Gleiwitz durchzuführen. In einem Verhör vom 20. November 1945 sagte Naujocks in einer Erklärung, die von einem US-Offizier maschinell unterzeichnet wurde, folgendes aus: 

„Ungefähr am 10. August 1939 befahl mir Heydrich, der Chef der Sipo und des SD, persönlich, einen Anschlag auf die Radiostation bei Gleiwitz in der Nähe der polnischen Grenze vorzutäuschen und es so erscheinen zu lassen, als wären Polen die Angreifer gewesen… Wir nahmen die Radiostation wie befohlen, hielten eine drei oder vier Minuten lange Rede über einen Notsender, schossen einige Pistolenschüsse ab und verließen den Platz.“

 Dann ermordeten laut Naujocks die SD-Agenten, zu denen auch er gehörte, den deutschen Staatsbürger Franz (Franciszek) Honiok und ließen die Leiche am Sender liegen. Hitler benutzte den von seinen Untergebenen fabrizierten Überfall auf den Sender Gleiwitz und andere angebliche Grenzverletzungen, die durch polnische Staatsbürger verübt worden sein sollten, als Rechtfertigung für den Überfall auf Polen, mit dem der Zweite Weltkrieg begann und den er in seiner Reichstagsrede vom 1. September 1939 mit den Worten erklärte: 

„Denn unterdes war als Antwort auf diesen Vermittlungsvorschlag erstens die polnische Generalmobilmachung gekommen und zweitens neue schwere Greueltaten. Diese Vorgänge haben sich nun heute nacht abermals wiederholt. Nachdem schon neulich in einer einzigen Nacht 21 Grenzzwischenfälle zu verzeichnen waren, sind es heute nacht 14 gewesen, darunter drei ganz schwere. Ich habe mich daher nun entschlossen, mit Polen in der gleichen Sprache zu reden, die Polen seit Monaten uns gegenüber anwendet. ... Polen hat heute Nacht zum ersten Mal auf unserem eigenen Territorium auch mit bereits regulären Soldaten geschossen. Seit 5:45 Uhr wird jetzt zurückgeschossen!“

Weitere Einzelheiten der angeblichen Grenzverletzungen wurden nicht erwähnt. In den Tagen direkt nach dem Kriegsbeginn veröffentlichten deutsche Tageszeitungen auf Befehl des Goebbelschen Propagandaministeriums Berichte über die angeblichen Grenzverletzungen, kurze Zeit später wurde eine weitere Berichterstattung jedoch verboten.

### Weiterer Einsatz im Krieg
Am 9. November 1939 war Naujocks in führender Position am Venlo-Zwischenfall beteiligt. Dabei wurden an der niederländisch-deutschen Grenze bei Venlo zwei im Offiziersrang stehende britische MI6-Agenten (Richard Henry Stevens und Sigismund Payne Best) vom Sicherheitsdienst der SS entführt und nach Deutschland gebracht. Die SD-Agenten schossen dabei auf den niederländischen Geheimdienstoffizier Dirk Klop, der sich ihnen widersetzt hatte und später in Düsseldorf starb. Der Venlo-Zwischenfall machte weite Teile des britischen Spionagenetzes in West- und Mitteleuropa nahezu wertlos. Er führte zum Rücktritt des niederländischen Geheimdienstchefs.
Naujocks wird die Initiative der Aktion Bernhard im Dezember 1939 zugeschrieben, bei der im KZ Sachsenhausen hergestellte falsche Pfundnoten zur Destabilisierung des englischen Wirtschaftsraumes dienen sollten. Zu diesem Zeitpunkt war er Chef der Gruppe Technik (IV F) des Reichssicherheitshauptamtes (RSHA). Er soll dabei dieses Fälschungsprojekt Reinhard Heydrich, dem zweithöchsten Mann in der SS-Hierarchie, persönlich vorgeschlagen haben.
1941 wurde Naujocks aus dem SD entlassen und wegen Korruptionsvorwürfen als einfacher Soldat zur Waffen-SS überstellt. Er soll Gelder des SD unterschlagen haben. Mit der Waffen-SS kam er an die Ostfront in ein Artillerieregiment der Leibstandarte SS Adolf Hitler. 1942 wurde er wegen Magengeschwüren aus der Waffen-SS entlassen. Er war daraufhin in der Wirtschaftsverwaltung der deutschen Besatzer in Belgien tätig. Dort war er mit der Kontrolle des Schwarzmarktes beauftragt.
Nach der Bewährung im SD reaktiviert und 1943 zum SS-Obersturmbannführer befördert, wurde Naujocks Anfang 1944 längere Zeit in Dänemark eingesetzt. Hier fungierte er als Instrukteur der ersten deutschen „Gegenterror-Gruppe“, aus der in der Folge die sogenannte Petergruppe unter der Leitung des SD-Führers Otto Schwerdt hervorging. Es handelte sich dabei um eine geheime Terrorgruppe, die im Auftrag des SD Terroranschläge und Morde im besetzten Dänemark verübte, um die dänische Bevölkerung von Widerstandsakten gegen die Deutschen abzuhalten und vermutete Sympathisanten des dänischen Widerstands zu ermorden. Dazu gehörten auch von den Nationalsozialisten so bezeichnete „Ausgleichsmorde“ als Rache für von der dänischen Widerstandsbewegung getötete Deutsche. Die Petergruppe ermordete etwa 100 Menschen.
Am 19. Oktober 1944 lief Alfred Naujocks in der Eifel über und wurde von amerikanischen Soldaten gefangen genommen. Schon bald nach seiner Gefangennahme wurde er nach Großbritannien gebracht. Dort wurde er in dem bei London gelegenen Vernehmungslager Camp 20 vom MI5 mehrere Monate intensiv verhört.

## Nachkriegszeit
Ende August 1945 wurde er von Großbritannien nach Deutschland gebracht und der Anklagevertretung des Internationalen Militärgerichtshofs in Nürnberg übergeben. Mehrere seiner Aussagen gingen in die Nürnberger Prozesse ein. 1946 konnte er für kurze Zeit aus dem Internierungslager Langwasser bei Nürnberg fliehen. Er wurde verhaftet und 1947 an Dänemark ausgeliefert. Dort wurde er im kleinen Kriegsverbrecherprozess wegen der Ermordung dänischer Widerstandskämpfer angeklagt und in zweiter Instanz zu einer mehrjährigen Haftstrafe verurteilt. Aufgrund des überaus milden Vorgehens der dänischen Justiz gegen deutsche Kriegsverbrecher wurde er bereits 1950 freigelassen. Auch die anderen in Dänemark Verurteilten, darunter der frühere Reichsbevollmächtigte Werner Best, mussten ihre Strafe nicht voll absitzen. Naujocks’ Haftentlassung war damit kein ihm allein gewährtes Privileg, sondern eine unmittelbare Folge der dänischen Rechtspraxis.
Naujocks ließ sich 1952 in Hamburg nieder, wo er als Geschäftsmann im Stadtteil St. Pauli lebte. Seit Ende der 1950er Jahre ermittelten mehrere bundesdeutsche Staatsanwaltschaften wegen einer ganzen Reihe von Verbrechen gegen ihn. Der Einladung zur Vorstellung des Films Der Fall Gleiwitz 1963 in Hamburg folgte er nicht. Keines der Ermittlungsverfahren führte zu einer Anklage. Aufgrund psychischer Erkrankungen war er von 1964 bis 1966 auf gerichtlichen Beschluss hin in der Nervenheilanstalt Ochsenzoll untergebracht. Zur selben Zeit kolportierte er Gerüchte über den späteren Bundeskanzler Willy Brandt, dem er zahlreiche Gewaltverbrechen in der Zeit des Straßenkampfs im Lübeck der 1930er Jahre unterstellte. Naujocks starb am 4. April 1966 in Hamburg. Das in der älteren Literatur genannte Todesjahr 1960 ist falsch.